# Стрикович, Алекса
Алекса Стрикович (серб. Алекса Стриковић; род. 12 мая 1961) — югославский и сербский шахматист, гроссмейстер (1996).
Чемпион Югославии 1992 г.
В составе сборной Югославии участник трех шахматных олимпиад (1990, 1996, 1998 гг.; в 1990 г. выступал за 3-ю команду).

## Изменения рейтинга
| Графики недоступны из-за технических проблем. См. информацию на Фабрикаторе и на mediawiki.org. |